# Ajania tibetica
Ajania tibetica là một loài thực vật có hoa trong họ Cúc. Loài này được (Hook.f. & Thomson) Tzvelev mô tả khoa học đầu tiên năm 1961.